# Стафорд (Тексас)
Стафорд (енгл. Stafford) град је у америчкој савезној држави Тексас. По попису становништва из 2010. у њему је живело 17.693 становника.

## Демографија
Према попису становништва из 2010. у граду је живело 17.693 становника, што је 2.012 (12,8%) становника више него 2000. године.
| Група             | 2000.         | 2010.         |
| Белци             | 5.590 (35,6%) | 3.972 (22,4%) |
| Афроамериканци    | 2.956 (18,9%) | 4.856 (27,4%) |
| Азијати           | 3.105 (19,8%) | 4.035 (22,8%) |
| Хиспаноамериканци | 3.653 (23,3%) | 4.590 (25,9%) |
| Укупно            | 15.681        | 17.693        |